# Fritz Wiest
Friedrich Karl „Fritz“ Wiest (* 21. Juli 1895 in Botnang; † 4. Dezember 1983 in Stuttgart) war ein deutscher kommunistischer Gewerkschaftsfunktionär und Widerstandskämpfer gegen das NS-Regime.

## Leben
Wiest war Sohn eines Metallsägers. Er besuchte die Volksschule in Botnang und absolvierte eine Lehre als Gürtler. 1910 trat er in die Jugendorganisation des Deutschen Metallarbeiter-Verband (DMV) ein, für den er bald darauf Funktionen übernahm. Auch in der Sozialistischen Arbeiterjugend (SAJ) engagierte er sich. Zugleich betätigte sich Wiest aktiv im Arbeitersport und bei den „Naturfreunden“. Ende des Jahres 1913 wurde er Mitglied der SPD. 
Während des Ersten Weltkrieges wurde Wiest schwer verwundet. Er schloss sich 1917 der USPD an, in der sich die Kriegsgegner sammelten. Wiest beteiligte sich an der Novemberrevolution in Stuttgart. Er war deshalb Anfang November 1918 zeitweise in Haft. Ab Gründung der KPD gehörte er dieser Partei an, für die er sich ab 1921 Württemberg als Jugendsekretär engagierte. Im Zusammenhang mit den Aktivitäten der KPD wurde er Anfang der 1920er-Jahre erneut mehrmals inhaftiert. Zeitweise war er als Sekretär der Internationalen Arbeiterhilfe (IAH) tätig. Ab dem Jahr 1924 übernahm Wiest für die KPD-Zentrale die Verantwortung für den Bereich Arbeitersport.
Als Kritiker der im Jahr 1928 einsetzenden „ultralinken“ Politik der KPD wurde Wiest Anfang 1929 aus der Partei ausgeschlossen. Wiest trat daraufhin in die neugegründete Kommunistische Partei-Opposition (KPO) ein. Für die KPO engagierte sich Wiest auch im Widerstand gegen das NS-Regime. In der Reichsleitung der illegalen KPO, die in Berlin ansässig war, übernahm Wiest von Frühjahr 1933 bis Anfang 1935 die Funktion des Gewerkschaftsleiters. Die Schwierigkeiten der illegalen Gewerkschaftsarbeit in Berlin führten zu massiven Konflikten in der KPO. Wiest hatte sich für eine strategische Kooperation der KPO mit dem illegalen Einheitsverband der Metallarbeiter Berlins (EVMB) ausgesprochen, der in Berlin eine gewisse Stärke hatte, aber in Feindschaft zur Sozialdemokratie stand. Sein Engagement stand deshalb zeitweise in der Kritik anderer KPO-Kader. Ende 1934 wurde Wiest in der für die KPO wichtigen Funktion des Gewerkschaftsleiters von Walter Uhlmann abgelöst. Wiest übernahm stattdessen ab 1935 die Funktion des Politischen Leiters der illegalen KPO.
Bald darauf ging Wiest ins Exil, da seine Verhaftung drohte. Er lebte zunächst kurze Zeit in Frankreich und später in Prag, wo er bis 1938 blieb. Über Belgien und Dänemark floh er nach Norwegen. Im Jahr 1940 emigrierte er mit seiner Ehefrau Anna auf einem britischen Kriegsschiff nach Schottland, da Norwegen von deutschen Truppen besetzt wurde. Wiest wurde in Schottland interniert und kam bald darauf in ein britisches Camp in Kanada. 1941/42 wurde er auf die Isle of Man verlegt, wo bislang seine Ehefrau getrennt von ihm interniert war. 1942 wurden beide aus der Internierung entlassen. Anschließend lebten sie in London, wo Wiest als Metallarbeiter tätig war.
Fritz Wiest und Anna Wiest kehrten erst im Jahr 1957 in die Bundesrepublik Deutschland zurück. Sie zogen nach Stuttgart, wo sich Wiest bis zu seinem Tod für die Gruppe Gruppe Arbeiterpolitik engagierte.